# Лая (посёлок, Свердловская область)
Лая — посёлок в Пригородном районе Свердловской области России при одноимённой железнодорожной станции. Посёлок входит в муниципальный округ Горноуральский, управляется Горноуральской территориальной администрацией.
Ранее входил в состав Горноуральского поссовета Пригородного района.
Название Лая переводится с мансийского языка как малая река.

## Население
| 2002 | 2010 | 2021 |
| ---- | ---- | ---- |
| 270  | ↘214 | ↘182 |

## География
Посёлок расположен в 17 километрах к северо-западу от Нижнего Тагила (в 20 километрах по автодороге), при железнодорожной станции Лая. В полутора километрах к юго-востоку от посёлка Лая проходит Серовский тракт, от него к посёлку ведёт подъездная дорога. Рядом с автомобильным мостом на Серовском тракте, под которым проходит железнодорожная ветка Гороблагодатская — Екатеринбург, на ней расположен остановочный пункт 344 км. К востоку от пристанционного посёлка Лая расположены посёлок городского типа Горноуральский и село Лая.
По юго-восточной окраине посёлка Лая протекает река Медведка, несколькими километрами южнее впадающая в реку Тагил пр левому берегу. На противоположном (правом) берегу, на небольшом отдалении от устья Медведки, расположены скалы Медведь-Камень.

## Инфраструктура
В посёлке Лая есть сельский клуб, фельдшерский пункт и магазин. Добраться до посёлка можно на электричке и на проходящем автобусе из Нижнего Тагила.
В посёлке Лая расположено предприятие ООО «Промтэк» (лесопильное производство).